# Idalus citrina
Idalus citrina är en fjärilsart som beskrevs av Druce 1890. Idalus citrina ingår i släktet Idalus och familjen björnspinnare. Inga underarter finns listade i Catalogue of Life.